# 再会 (MAGICのアルバム)
『再会』（さいかい）は、MAGICの9枚目のオリジナル・アルバム。1998年8月21日にBANDAI MUSICから発売。移籍第一弾。

## 内容
2年ぶりリリースの新作は唯一の3人編成・事実上のラスト・アルバム。シングル収録曲がないのは『ROCK'A BEAT CAFE』以来。特徴は、過去に提供した作詞家が1曲ずつ楽曲提供している。

## 収録曲
1. Beastie Fighter
作詞：上澤津孝
作曲：上澤津孝・谷田部憲昭
編曲：富良野弾・MAGIC
2. Bang!! Bang!! Bang!!
作詞・作曲：上澤津孝
編曲：CHiBUN・MAGIC
3. MY GIRL
作詞・作曲：上澤津孝
編曲：富良野弾・MAGIC
4. 真夏の少年
作詞：船橋孝樹・富良野弾
作曲：谷田部憲昭
編曲：富良野弾・MAGIC
5. Island Moon
作詞・作曲：上澤津孝
編曲：富良野弾・MAGIC
6. 再会
作詞・作曲：上澤津孝
編曲：今井裕・MAGIC
7. Shout to the love
作詞：山田ひろし
作曲：上澤津孝
編曲：今井裕・MAGIC
8. 月と廃墟
作詞：松井五郎
作曲：上澤津孝
編曲：CHiBUN・MAGIC
9. 100億$のプライド
作詞：高柳恋
作曲：小坂浩人
編曲：CHiBUN・MAGIC
10. STAY GOLD
作詞・作曲：上澤津孝
編曲：富良野弾・MAGIC